# Junta Suprema de Andalucía
La Junta Suprema de Andalucía fue una confederación de juntas provinciales creada en Andalucía en 1835  y que se denominó a sí misma "Junta Central de las Andalucías", si bien la histografía andalucista ha preferido denominarla como Suprema de Andalucía, lo que para algunos especialistas es una criticable distorsión. La Junta surgió en el contexto del movimiento juntero liberal surgido en España durante los primeros momentos de la Minoría de edad de Isabel II. El movimiento juntero se extendió por Andalucía en un momento de debilidad del estado, mediante la creación de las juntas provinciales y de la junta central, como ya había sucedido en otros momentos de crisis, como durante la Invasión Francesa y, mucho más tiempo atrás, durante la Edad Media, con la Hermandad General de Andalucía. Tanto las juntas provinciales como la "Central de las Andalucías" fueron las más activas y las que más tardarán en disolverse en todo el Estado.[cita requerida]

## Historia
España se encontraba en un momento de crisis tras la muerte del rey Fernando VII y las pretensiones del Infante Carlos de ostentar el trono español de mejor derecho que Isabel II, menor de edad. Del lado conservador, había estallado la Primera Guerra Carlista en el norte peninsular y existía el peligro de que el carlismo, entendido por los liberales como una forma de absolutismo, se extendiera a otras partes del país. Del lado contrario, se había establecido la división provincial en 1833, prevista en el artículo 10 de la Constitución española de 1812, y se había promulgado el Estatuto Real, pero los progresistas lo consideraban insuficiente, pues abogaban por el pleno restablecimiento de "La Pepa". 
Por este motivo se constituyeron Juntas en Cataluña, Zaragoza y en Andalucía, donde se fueron constituyendo juntas en cada una de sus ocho provincias, entre agosto y septiembre de 1835. El Conde de Toreno, que a la sazón presidía el Gobierno de España, prohibió las referidas juntas, por lo que su caída pasó a formar parte de los objetivos de las mismas.
En la reunión de la Junta provincial de Córdoba el 29 de agosto, José Espinosa de los Monteros propuso que todas las juntas provinciales andaluzas concurriesen una Junta Superior a modo de confederación. De esta manera se constituyó la Junta Suprema de Andalucía en Andújar el 2 de octubre de 1835, bajo la presidencia del Conde de Donadío, presidente de la junta provincial de Jaén. La elección de Andújar como sede se debió a razones geoestratégicas políticas y militares: Jaén era la puerta de Andalucía, lo que facilitaba en contacto con el Gobierno, radicado en Madrid y el eventual contraataque a las partidas carlistas, que ya estaban en La Mancha. 
La Junta Suprema se compuso con dos miembros de cada junta provincial, que las representaban. La Suprema no se inmiscuía en el gobierno interno de cada una de las provinciales, salvo en el aspecto militar. La Junta reclutó un ejército de 30.000 hombres bajo el mando del Conde de las Navas y destacado en Manzanares, con el fin de reducir a los carlistas. 

Volvió cada cual a nombrar a su Junta y a conferirle el poder supremo; y así formadas, no vacilaron en disponer de los caudales públicos, levantar empréstitos, exigir tributos, proveer destinos y hasta reunir tropas con que hacer frente a las del Estado. En la Mancha llegaron a tener las de Andalucía un cuerpo de operaciones, que estuvo por bastante tiempo acampado en Manzanares, y obedecía a las órdenes, no de un general, sino de un procurador en Cortes. En vano se las quiso disolver por un decreto, ni vencer por las armas: no se logró que desapareciesen, ni aun después de un cambio de gobierno, de la concesión de una amnistía y de grandes reformas. Pi y Margall. Nacionalidades

El Gobierno quiso poner orden y controlar la atrevida iniciativa regional andaluza, por lo que envió un ejército comandado por el General Latre pero, al llegar a su destino, los soldados hicieron causa común con los andaluces y sólo el general y algunos artilleros quedaron fieles a Madrid. Como consecuencia de esto se produjo la caída del conde de Toreno y Mendizábal fue nombrado presidente del Gobierno. La Junta Suprema envió a Mendizábal, a través del Conde de las Navas, sus condiciones políticas; a saber, detención del conde de Toreno y rendición de cuentas al mismo y limpiar La Mancha de carlistas, convocatoria de cortes constituyentes, aprobación y mantenimiento de las juntas y puestos en el Gobierno y en la Administración para sus miembros. Pero Mendizábal las rechazó. 
El triunfo que supuso la caída de Toreno hizo que muchas juntas se disolvieran en España, como sucedió en Andalucía con las juntas de Cádiz, Sevilla y Córdoba, que consideraron que tras la dimisión de Toreno y el anuncio de Mendizábal de una nueva política, ya se habían conseguido sus objetivos y procedía la disolución. El Decreto de 21 de septiembre de 1835, por el que se regulaban provisionalmente las diputaciones provinciales, fue uno de los detonantes de la disolución de las Juntas provinciales, al ser las diputaciones órganos estatales presididos por el gobernador civil y por un cuerpo de diputados elegidos por un sistema censitario indirecto y con competencias netamente estatales. Sin embargo las juntas de Málaga, Granada, Almería y Jaén, a pesar de las voces internas que apoyaban su disolución, decidieron resistir de acuerdo con la Junta Suprema de Andalucía, que quiso imponer su voluntad sobre las demás provincias. Para ello la Suprema envió al coronel Osorio a someter Sevilla y al coronel Lancha a Córdoba, para someterlas, resultando fallida la operación al ser detenido el primero y, ante ello, limitarse a esperar el segundo. El 19 de octubre la Junta de Málaga también se sometió al Gobierno de la nación. 
No obstante es significativo como la Junta Suprerma de Andalucía pasó a comportarse más como un Gobierno regional de Andalucía que como una confederación de juntas provinciales. En palabras de Pi y Margall:

Tuvieron las (juntas provinciales) de Andalucía su Junta Central en Andújar y hablaron de potencia a potencia con el Gobierno de María Cristina. Nacionalidades